# مجموعة المركز العربي الإعلامية
مجموعة المركز العربي الإعلامية هي شركة للإنتاج الفني تأسست في عام 1983 تحت اسم «المركز العربي للخدمات السمعية البصرية»، في عمّان، الأردن، على يد المنتج عدنان العوامله. كمؤسسة قطاع خاص متخصصة بالإنتاج والتوزيع الإعلامي لتقدم نتاجها الفني لمختلف المنصات الإعلامية. وقدم المركز العربي أعمالا فنية مختلفة.
بالإضافة إلى الإنتاج والتوزيع الإعلامي، يقدم المركز العربي مرافق وخدمات إنتاجية لجميع صانعي الأفلام وشركات الإنتاج بمختلف مجالاتهم وتوجهاتهم. وقد تحول «المركز العربي»، إلى شركة إنتاج تلفزيوني، وقدَّم العديد من البرامج الوثائقية والمسلسلات الكرتونية إلى جانب عدد من الأعمال الدرامية.
تسلم المنتج طلال العوامله قيادة المجموعة عام 2000، وفي عام 2008 فاز مسلسل "الاجتياح" بجائزة الإيمي العالمية.
تعتبر مجموعة المركز العربي الإعلامية مؤسسةً إعلامية مستقلة، تبتكر وتنتج المحتوى السينمائي والتلفزيوني عالي الجودة، وتقدم من خلال أعمالها الفنية والإبداعية رسالةً تحمل العديد من القيم التي تؤكد على السلام والتعايش والمحبة.

## تاريخ
تأسست المجموعة عام 1983، واستطاعت بمرور السنوات أن تتحول من شركةٍ عائلية إلى مجموعةٍ إبداعيةٍ متكاملة أنتجت الكثير من الأعمال التلفزيونية المتنوعة للشاشتين العربية والعالمية، توفرُ لصانعي الأفلام وشركات الإنتاج الفرصة للاستفادة من خدماتها الإنتاجية وبنيتها التحتية المتطورة لتتمكن من إنتاج محتوى مميز، كما تقوم المجموعة بتطوير فرص استثمارية متخصصة وفرص امتلاك حقوق لإنتاج محتوى ذو قيمةٍ إنتاجيةٍ عالية وترخيص وتوزيع حقوق بثٍ للمحتوى عالي الجودة إلى منصاتٍ متنوعة، وتضم المجموعة مكتبةً تحوي عدداً كبيراً من المسلسلات التي لاقت استحسان المشاهدين والجمهور طوالَ سنوات.

## أبرز الإنتاجات
أنتجت مجموعة المركز العربي الإعلامية العديد من الأعمال التلفزيونية، تنوعت بين المسلسلات التاريخية والاجتماعية والبدوية. وتالياً لائحة بتلك الأعمال:
| اسم المسلسل            | فئة العمل                  |
| ---------------------- | -------------------------- |
| ذهب أيلول              | دراما                      |
| ثار غليص               | بدوي                       |
| ذباح غليص              | بدوي                       |
| مالك بن الريب          | تاريخي                     |
| شوفة عينك              | رسوم متحركة ثلاثية الابعاد |
| إخوة الدم              | بدوي                       |
| توم الغره              | بدوي                       |
| أمل                    | اجتماعي                    |
| الطريق إلى كابول       | سياسي إجتماعي              |
| دفاتر الطوفان          | اجتماعي                    |
| كلمة ونص               | كوميدية                    |
| عطر النار              | تاريخي معاصر               |
| مخلفات الزوابع الأخيرة | اجتماعي                    |
| العنود                 | بدوي                       |
| جمر الغضا              | بدوي                       |
| راعي الصيت             | بدوي                       |
| راعية الوضحا           | بدوي                       |
| بلقيس                  | تاريخي                     |
| اجنحة في سماء الغربة   | اجتماعي                    |
| ابو جعفر المنصور       | تاريخي                     |
| سلطانه                 | اجتماعي                    |
| عيون عليا              | بدوي                       |
| عوده أبو تايه          | بدوي                       |
| راس غليص الجزء الثاني  | بدوي                       |
| نمر بن عدوان           | بدوي                       |
| بنت النور              | اجتماعي                    |
| وضحا وابن عجلان        | بدوي                       |
| الاجتياح               | سياسي اجتماعي              |
| أبناء الرشيد           | تاريخي                     |
| دعاة على ابواب جهنم    | اجتماعي سياسي              |
| راس غليص الجزء الأول   | بدوي                       |
| المرابطون والاندلس     | تاريخي                     |
| الطريق الوعر           | اجتماعي                    |
| الشمس تشرق من جديد     | اجتماعي                    |
| شهرزاد                 | تاريخي                     |
| إمرؤ القيس             | تاريخي                     |
| الفرداوي               | تاريخي معاصر               |
| الحجاج                 | تاريخي                     |
| أخر أيام اليمامة       | تاريخي                     |
| زمان الوصل             | تاريخي                     |
| ذي قار                 | تاريخي                     |
| سر النوار              | تاريخي                     |
| شام شريف               | اجتماعي                    |
| عرس الصقر              | تاريخي معاصر               |
| اخر ايام التوت         | تاريخي معاصر               |
| قمر وسحر               | اجتماعي                    |
| البحر ايوب             | تاريخي معاصر               |
| الشوكة السوداء         | تاريخي معاصر               |
| خيط الدم               | تاريخي معاصر               |
| نزهة على الرمال        | سهرة تلفزيونية             |

## الجوائز والتكريمات
| المسلسل                        | الجائزة                                                     | المكان                                           | السنة |
| مالك بن الريب                  | الجائزة الذهبية                                             | المهرجان العربي للاذاعة والتلفزيون (تونس)        | 2017  |
| مالك بن الريب                  | الجائزة الذهبية                                             | مهرجان الأردن للإعلام العربي                     | 2016  |
| وعد الغريب                     | الجائزة الفضية                                              | المهرجان العربي للاذاعة والتلفزيون (تونس)        | 2016  |
| إخوة الدم                      | الجائزة البرونزية                                           | مهرجان الأردن للإعلام العربي                     | 2015  |
| توم الغرة                      | الجائزة الفضية                                              | مهرجان اتحاد اذاعات الدول العربية                | 2015  |
| أجنحة في سماء الغربة           | الجائزة الفضية                                              | مهرجان الأردن للإعلام العربي                     | 2010  |
| بلقيس                          | جائزة الإبداع الذهبية وشهادة تقدير وجائزة مالية لأفضل ديكور | مهرجان القاهرة العربي للإعلام                    | 2009  |
| بلقيس                          | جائزة دبي للدراما العربية                                   | مهرجان دبي للإعلام                               | 2009  |
| عودة أبو تايه                  | جائزة الإبداع الذهبية وشهادة أحسن تمثيل                     | مهرجان القاهرة العربي للإعلام                    | 2009  |
| سلطانة                         | الجائزة الذهبية عن الإخراج                                  | مهرجان القاهرة العربي للإعلام                    | 2009  |
| عودة أبو تايه                  | جائزة الإبداع الذهبية أحسن ســيناريو                        | مهرجان القاهرة العربي للإعلام                    | 2008  |
| عودة أبو تايه                  | جائزة الإبداع الذهبية أحسن إخــراج                          | مهرجان القاهرة العربي للإعلام                    | 2008  |
| عودة أبو تايه                  | جائزة الإبداع الذهبية وشهادة أحسن تمثيل                     | مهرجان القاهرة العربي للإعلام                    | 2008  |
| عودة أبو تايه                  | جائزة الإبداع الذهبية أحسن إضـــاءة                         | مهرجان القاهرة العربي للإعلام                    | 2008  |
| عودة أبو تايه                  | جائزة الإبداع الذهبية أحسن موسيقى تصويرية                   | مهرجان القاهرة العربي للإعلام                    | 2008  |
| عودة أبو تايه                  | جائزة الإبداع الذهبية أحسن ملابــس                          | مهرجان القاهرة العربي للإعلام                    | 2008  |
| عودة أبو تايه                  | جائزة أفضل إنتاج                                            | مهرجان القاهرة العربي للإعلام                    | 2008  |
| أبو جعفر المنصـور              | الجائزة الذهبية عن الديكور                                  | مهرجان القاهرة العربي للإعلام                    | 2008  |
| الاجتياح                       | جائزة المسلسلات الطويلة                                     | جائزة إيمي                                       | 2008  |
| الاجتياح                       | فضية أحسن إخراج                                             | مهرجان القاهرة العربي للإعلام                    | 2007  |
| أبناء الرشيد "الأمين والمأمون" | الجائزة الذهبية في مجال الدراما التاريخية                   | مهرجان القاهرة العربي للإعلام                    | 2006  |
| دعاة على أبواب جهنم            | الجائزة الذهبية عن أحسن نص                                  | مهرجان القاهرة العربي للإعلام                    | 2006  |
| دعاة على أبواب جهنم            | تكريم في مجال الدراما الاجتماعية                            | مهرجان القاهرة العربي للإعلام                    | 2006  |
| الحجاج                         | جائزة الإبداع الذهبية للدراما عن فئة أفضل ممثل              | مهرجان القاهرة للبرامج التلفزيونية والإذاعية     | 2004  |
| الحجاج                         | جائزة أحسن إضاءة وتصوير                                     | مهرجان القاهرة للبرامج التلفزيونية والإذاعية     | 2004  |
| الحجاج                         | الجائزة البرونزية عن أفضل مسلسل تاريخي                      | مهرجان القاهرة للبرامج التلفزيونية والإذاعية     | 2004  |
| ذي قار                         | الجائزة الفضية                                              | مهرجان الخليج الثامن للإنتاج الإذاعي والتلفزيوني | 2002  |
| شام شريف                       | الجائزة الفضية عن الإنتاج المميز                            | مهرجان الخليج السابع للإنتاج الإذاعي والتلفزيوني | 2001  |
| آخر أيام التوت                 | الجائزة البرونزية عن مسابقة الإنتاج التلفزيوني              | مهرجان القاهرة العربي للإعلام                    | 2000  |
| عرس الصقر                      | شهادة تقدير أفضل برنامج من بين مجموعة البرامج               | مهرجان الخليج السادس للإنتاج الإذاعي التلفزيوني  | 1999  |
| نزهة على الرمال                | الجائزة البرونزية عن مسابقة الإنتاج التلفزيوني              | مهرجان بغداد العالمي للتلفزيون                   | 1988  |

## الروابط الخارجية
- الصفحة الرئيسية لمجموعة المركز العربي الإعلامية.